# Scotty Nguyễn

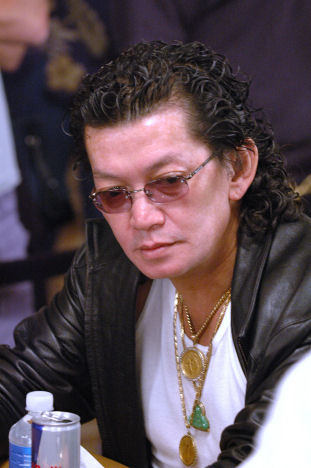

Thuận "Scotty" Nguyễn (sinh ngày 28 tháng 10 năm 1962 tại Nha Trang, Việt Nam) là một tay chơi bài poker nổi tiếng người Mỹ gốc Việt. Ông là một trong những nhân vật năng động nhất trong làng poker chuyên nghiệp tại Hoa Kỳ.
Ông nổi tiếng với những câu cửa miệng như "baby" hay "yeah baby" khi đang chơi. Trong bàn chung kết Sự kiện chính của WSOP 1998, Thuận đã nói câu nói nổi tiếng với đối thủ Kevin McBride: "You call, gonna be all over baby!" (nếu đặt tiếp, thì tất cả sẽ kết thúc đó, cưng à). McBride đặt tiếp và Thuận đã thắng với 5 lá full house.

## Đầu đời
Scotty Nguyễn sinh ra ở Nha Trang, Việt Nam. Do cuộc xung đột ở Việt Nam, ông được mẹ tìm cách đưa khỏi đất nước, trước tiên là tị nạn ở Đài Loan. Ông đến Hoa Kỳ vào năm 14 tuổi sau khi tìm được người bảo trợ ở Orange County, California. Ông bị đuổi học vì dành quá nhiều thời gian cho các trò chơi poker ngầm. Scotty theo học một lớp đào tạo người chia bài (dealer) vào năm 21 tuổi và trở thành nhân viên chia bài cho một phòng poker. Khi làm người chia bài, ông ấy được trả khoảng $150 mỗi đêm nhưng mất phần lớn số tiền đó khi chơi stud poker với mức cược $3 - $6. Ông tự nhận mình là một "fish" (người chơi kém) vào thời điểm đó nhưng vẫn muốn thử vận may.
Vận may của ông được cải thiện vào năm 1985 khi ông được mời đến Lake Tahoe để tham gia một giải đấu No Limit Hold'em. Ông chơi bài cả ngày và chơi trò chơi tiền mặt (cash games) suốt đêm với số tiền ít ỏi mà ông mang theo. Ông xây dựng được số vốn ban đầu của mình lên tới $7.000 và cảm thấy mình là bất khả chiến bại. Ông quay trở lại Las Vegas và đánh cược số vốn của mình lên tới 1 triệu đô la vào thời điểm đó. Tên tuổi của ông lan rộng khắp Vegas và chẳng bao lâu sau ông bắt đầu chơi poker với các tên tuổi lớn vào thời điểm đó như Johnny Chan, Puggy Pearson và David Grey. Ông mua một chiếc Chevrolet Camaro với giá $17.000, một chiếc Corvette với giá $21.000 và một căn hộ chung cư với giá $60.000, tất cả đều bằng tiền mặt. Sống ở Caesars Palace và kiếm được từ $50.000 đến $900.000 mỗi đêm nhờ chơi poker.
Tuy nhiên, những thói quen xấu đã hành hạ Scotty. Việc sử dụng cần sa, cocaine và rượu để giải trí phát triển thành chứng nghiện toàn diện. Sau một chuỗi thua lỗ, cuối cùng ông đã phá sản.

## Sự nghiệp
Scotty Nguyễn đã phải xây dựng lại vốn của mình sau khi phá sản. Thành công đến với ông tại World Series of Poker năm 1997, nơi ông giành chiến thắng trong sự kiện $2,000 Omaha Eight or Better, thu về lợi nhuận hơn $150.000. Thật không may, ông lại "nướng sạch" số tiền này và hoàn toàn bị phá sản ngay trước World Series of Poker năm 1998. Ông phải chơi ở một giải đấu vệ tinh nhỏ (satellite tournament) mà ông thậm chí không có đủ tiền để tham gia. Mike Matusow nhìn thấy tiềm năng của ông và quyết định tài trợ 1/3 lệ phí (buy-in). Ông vô địch World Series of Poker Main Event năm 1998 và chia 1/3 số tiền thắng ($333,333) cho Matusow.
Scotty gây được chú ý vì lối chơi táo bạo và giàu cảm xúc. Ở ván bài cuối cùng của World Series of Poker Main Event năm 1998, một ván bài full-house đã được chia trên bàn (8♣ 9♦ 9♥ 8♥ 8♠). Ông nói với đối thủ - Kevin McBride một câu nói mà sau này trở thành huyền thoại: "You call, it's gonna be all over baby!" sau khi thực hiện cú all-in (Scotty đang dẫn về số phỉng). Trong ván bài trước đó, trước cú all-in của McBride, Scotty đã châm biếm: "It's gonna be all over if I read you right" trước khi theo cược. Tuy nhiên, ông phán đoán sai và McBride thắng ván đấu đó, qua đó trở lại cuộc đua vô địch.
Lần này, McBride theo cược với cú all-in của Scotty và nói "I call. I play the board.". Scotty đánh bại McBride với một bộ full-house lớn hơn khi ông cầm 9♣ J♦. Trong cuộc phỏng vấn sau trận đấu, McBride thừa nhận rằng sẽ không theo cược nếu không có lời châm biếm của Scotty. Bi kịch diễn ra ngay sau chiến thắng WSOP Main Event 1998 của Scotty — ngay ngày hôm sau, một người anh em của ông bị ô tô đâm ở quê nhà Việt Nam dẫn đến thiệt mạng. Vì lý do đó, Scotty không bao giờ đeo chiếc vòng vàng 1998 WSOP Main Event. 
Tại kỳ World Series of Poker năm 2001, ông giành được thêm 2 chiếc vòng vàng khi vô địch 2 sự kiện $2.500 Pot Limit Omaha và $5.000 Omaha Hi-Lo Split Eight or Better.
Ông giành chiến thắng trong một sự kiện của World Poker Tour (WPT) vào tháng 1 năm 2006, đánh bại Michael Mizrachi trong cuộc đấu heads-up tại sự kiện Gold Strike World Poker Open, ông cầm A♠ Q♠ và có được bộ flush (đồng chất) đánh bại Mizrachi's A♣ J♦ ngay trong những ván đầu tiên của cuộc heads-up. Với chiến thắng này, Scotty trở thành 1 trong 6 người từng vô địch cả sự kiện của WSOP và sự kiện của WPT. 
Tại kỳ World Series of Poker năm 2007, Scotty Nguyễn đã về nhì ở sự kiện $3,000 World Championship Seven Card Stud Hi/Lo Split Eight or Better sau khi thua Eli Elezra. Scotty cho biết sau sự kiện này rằng ông đã không chơi trò chơi tiền mặt trong hơn hai năm vì thích một môi trường thân thiện và thoải mái, điều khó khăn trong các trò chơi tiền mặt "nghiêm túc". Scotty cũng suýt lọt vào bàn chung kết của WSOP Main Event năm 2007, khi ra về ở vị trí thứ 11 trên tổng số 6.358 người chơi và kiếm được $476.926.
Tại kỳ World Series of Poker năm 2008, ở sự kiện $50,000 World Series of Poker H.O.R.S.E, Scotty Nguyễn, người chiến thắng cuối cùng, đã thể hiện những hành vi mà nhiều người coi là phản cảm, và thậm chí phạm luật, bao gồm cả việc soft-play với Erick Lindgren. Trong buổi phát sóng trực tiếp, ông đã uống nhiều đồ uống có cồn rồi say xỉn, chửi thề và mắng mỏ người khác (bao gồm cả bồi bàn/phục vụ bàn) ở bàn chung kết, khiến các bình luận viên chỉ trích. Sau sự kiện, Scotty đã đưa ra lời xin lỗi tới người hâm mộ và tuyên bố rằng các biên tập viên sự kiện đã miêu tả ông ấy một cách không công bằng. Ông cũng trích dẫn các vấn đề như kiệt sức, thất vọng với sự hả hê được cho là của Michael DeMichele - người sau đó về nhì và áp lực phải chiến thắng là những lý do dẫn đến hành vi khác thường của mình. Scotty Nguyễn sau đó đã chính thức xin lỗi người hâm mộ trong một cuộc phỏng vấn và nói rằng ông không còn đổ lỗi cho bất kỳ người chơi nào khác về hành vi của mình và không có lời bào chữa nào cho những hành vi đó. Kể từ khi vụ việc xảy ra, ông đã từ chối uống đồ uống có cồn trong các trận đấu trên truyền hình.
Năm 2009, Scotty thắng sự kiện $10,000 H.O.R.S.E World Championship tổ chức hàng năm bởi LA Poker Classic Series tại Commerce Casino, mang về $260.485 và càng củng cố thêm danh tiếng của ông như một trong những bậc thầy vĩ đại nhất trong các biến thể của fixed-limit poker (các trò chơi poker giới hạn mức đặt cược).
Vào tháng 1 năm 2012, ông được bổ nhiệm làm đội trưởng đội poker chuyên nghiệp Expekt Poker tại chuỗi sự kiện EPT Deauville. Nhóm còn có Julian Kabitzke, Jack Salter và người về đích ở vị trí thứ 3 tại EPT London - Andre Klebanov.
Năm 2013, ông được bầu vào Poker Hall of Fame cùng cựu vô địch WSOP Main Event, Tom McEvoy.
Tính đến năm 2023, tổng số tiền thắng giải đấu trực tiếp của ông đã vượt quá $12.700.000. Trong đó, $5.100.999 đến từ WSOP. Ông cũng từng xuất hiện trên chương trình Late Night with Conan O'Brien vào tháng 4 năm 2004.

## Cuộc sống cá nhân
Scotty Nguyễn tương đối kín tiếng về đời tư. Ông có 5 người con, 2 trong số đó với người vợ hiện tại Julie Nguyễn, họ đã kết hôn gần 20 năm.

## Thành tích WSOP
| Năm  | Cuộc thi                                 | Số tiến thắng($) |
| ---- | ---------------------------------------- | ---------------- |
| 1997 | $2.000 Omaha Eight or Better             | 156.950          |
| 1998 | $10.000 No Limit Hold'em (Main Event)    | 1.000.000        |
| 2001 | $2.500 Pot Limit Omaha                   | 178.480          |
| 2001 | $5.000 Omaha Hi-Lo Split Eight or Better | 287.580          |
| 2008 | $50,000 H.O.R.S.E. World Championship    | 1.989.120        |